# Pacifigorgia arenata
Pacifigorgia arenata är en korallart som först beskrevs av Achille Valenciennes 1846.  Pacifigorgia arenata ingår i släktet Pacifigorgia och familjen Gorgoniidae. Inga underarter finns listade i Catalogue of Life.